# Meigenia pacifica
Meigenia pacifica là một loài ruồi trong họ Tachinidae.